# Newark (Ohio)
Newark es una ciudad ubicada en el condado de Licking en el estado estadounidense de Ohio. En el Censo de 2010 tenía una población de 47573 habitantes y una densidad poblacional de 859,52 personas por km².

## Geografía
Newark se encuentra ubicada en las coordenadas 40°4′11″N 82°25′30″O / 40.06972, -82.42500. Según la Oficina del Censo de los Estados Unidos, Newark tiene una superficie total de 55.35 km², de la cual 54.09 km² corresponden a tierra firme y (2.27%) 1.26 km² es agua.

## Demografía
Según el censo de 2010, había 47573 personas residiendo en Newark. La densidad de población era de 859,52 hab./km². De los 47573 habitantes, Newark estaba compuesto por el 92.84% blancos, el 3.31% eran afroamericanos, el 0.34% eran amerindios, el 0.59% eran asiáticos, el 0.03% eran isleños del Pacífico, el 0.34% eran de otras razas y el 2.56% pertenecían a dos o más razas. Del total de la población el 1.2% eran hispanos o latinos de cualquier raza.